# Crab Orchard (Wirginia Zachodnia)
Crab Orchard – jednostka osadnicza w Stanach Zjednoczonych, w stanie Wirginia Zachodnia, w hrabstwie Raleigh.